# Mehmed Ali Ćerimović
Mehmed Ali-efendija Ćerimović (1872 Ljubuški, Osmanská říše – 2. března 1943 Sarajevo, Nezávislý stát Chorvatsko) byl bosenskohercegovský šarí‘atský soudce bosňáckého původu.

## Životopis
Narodil se do rodiny, kterou tvořili Ahmed Ćerimović a Zada Dizdarević. V rodném městě navštěvoval mekteb, v Mostaru pak ruždii a medresu, vyšší islámskou školu. V Sarajevu dokončil Šarí‘atskou soudní školu (1896). Po roce praxe justičního čekatele složil kadijskou zkoušku. Nato působil jako šarí‘atský soudce v Bileći (1898–1901), Ljubinje (1901–1913), Bijeljině (1913–1921) a Travniku (1921–1926). Od 6. prosince 1926 pracoval v Sarajevu jako soudce chotárského (okresního) šarí‘atského soudu. Roku 1935 byl penzionován.
Dne 16. září 1936 se stal předsedou Hlavního výboru a členem Redakčního výboru sdružení islámských duchovních El-Hidaje. Dva roky nato byl zvolen do rady nejvyšších duchovních, Ulema-medžlisu, Islámského společenství, kde jako nejstarší duchovní až do smrti zastával post předsedy. V Ulema-medžlisu byl pověřen funkcí fatwá-amína (fetva-emin), duchovního pověřeného vydáváním islámských dobrozdání. Vedle toho honorárně přednášel na Vyšší islámské šarí‘atsko-teologické škole (Viša islamska šerijatska-teološka škola) v Sarajevu.
V době ustašovské vlády v Bosně a Hercegovině 12. října 1941 podepsal, mj. společně s rektorem Vyšší islámské šarí‘atsko-teologické školy Šaćirem Sikirićem, tzv. Sarajevskou deklaraci, která kritizovala zlovůli fašistického Nezávislého státu Chorvatsko vůči Srbům, což měla negativní dopady i na muslimy.
Přispíval do mnohých listu, mezi nimiž nechybí Islamski svijet, Novi behar, El-Hidaje, Glasnik Islamske vjerske zajednice, Narodna uzdanica kalendar, Gajret kalendar a Hrvat – muslimanski godišnjak.
Ćerimović zemřel 2. března 1943 a pohřben byl hned následujícího na muslimském hřbitově v sarajevské čtvrti Grličića Brdo.

## Dílo
- Pitanje određivanja i regulisanja islamskih vjerskih praznika (Otázka určování a právní regulace islámských náboženských svátků, Sarajevo 1933)
- O vakufu: rađeno po djelima islamskih naučnika (O vakufech: sestaveno na základě děl islámských učenců, Sarajevo 1935)
- Šeriatsko nasljedno pravo (Feráiz) (Šarí‘atské dědické právo, Sarajevo 1936)